# Grecia Colmenares
Grecia Dolores Colmenares Mieussens (Valencia, 7 de dezembro de 1962). é uma atriz venezuelana. Mais conhecida por representar Topázio na novela de mesmo nome. Em Chiquititas, como a protagonista Ana Pizzaro.

## Trabalhos
| Ano  | Título                 | Personagem                        |
| ---- | ---------------------- | --------------------------------- |
| 1976 | Carolina               | Blanquita                         |
| 1979 | Sangre Azul            | Desconhecido                      |
| 1979 | Estefania              | Ana María Escobar                 |
| 1980 | Elizabeth              | Lourdes                           |
| 1981 | Marielena              | Raquel                            |
| 1981 | Rosalinda              | Rosalinda                         |
| 1984 | Azucena                | Azucena Rodríguez                 |
| 1984 | Topázio                | Topázio                           |
| 1985 | María de Nadie         | María                             |
| 1987 | Gracia                 | Grecia                            |
| 1988 | Passiones              | Milagros Sarmiento                |
| 1989 | Rebelde                | Marina Roldán                     |
| 1990 | Romanzo                | Gianina                           |
| 1991 | Manuela                | Manuela Verezza / Isabel Guerrero |
| 1993 | Primer Amor            | María Inés                        |
| 1994 | Más allá del horizonte | Young María Olazábal              |
| 1994 | Más allá del horizonte | Milagros                          |
| 1994 | El día que me quieras  | Soledad                           |
| 1997 | Amor sagrado           | Eva                               |
| 1999 | Chiquititas            | Ana Pizzaro                       |
| 2000 | Vidas prestadas        | Fernanda Valente López            |